# Vladimír Kopal
Vladimír Kopal (* 14. August 1928 in Jaroměř; † 27. Januar 2014) war ein tschechischer Rechtswissenschaftler. Sein Kerngebiet war das Völkerrecht. Er gilt als Pionier des Weltraumrechts.
Kopal war vor seiner Tätigkeit bei den Vereinten Nationen als Leiter der Abteilung für Internationales Recht und Organisationen am Institut für Recht der Tschechischen Akademie der Wissenschaften und Künste und außerordentlicher Professor für Internationales Recht an der Karlsuniversität in Prag tätig. Außerdem war er Professor für Internationales Recht an der Westböhmischen Universität in Pilsen.
Von 1959 bis 1980 war er Gründungsmitglied und wissenschaftlicher Sekretär der Kommission für Astronautik an der Tschechoslowakischen Akademie der Wissenschaften.
Ab 1962 war Kopal Delegierter der Tschechoslowakei bzw. Tschechiens beim Ausschuss für die friedliche Nutzung des Weltraums (COPUOS) der UN. Von 1999 bis 2003 und von 2008 bis 2009 war er dort Vorsitzender des Rechtsunterausschusses.
Nach seiner Rückkehr in sein Heimatland saß Kopal im Gremium für Weltraumaktivitäten des Tschechischen Ministeriums für Bildung, Jugend und Sport. Nebenbei bekleidete er Ämter bzw. war Mitglied in vielen Organisationen, die sich mit dem Weltraum oder dem Internationalen Recht befassen, darunter die International Astronautical Federation oder die International Academy of Astronautics.

## Auszeichnungen
- 2010: Lifetime Award der International Astronautical Federation